# پنالتی (شرکت)
پنالتی اسپورت (انگلیسی: Penalty) شرکت تجهیزات ورزشی برزیلی است، که در سال ۱۹۷۰ تأسیس شد.